# Aire d'attraction de Mortagne-au-Perche
L'aire d'attraction de Mortagne-au-Perche est un zonage d'étude défini par l'Insee pour caractériser l’influence de la commune de Mortagne-au-Perche sur les communes environnantes. Publiée en octobre 2020, elle se substitue à l'aire urbaine de Mortagne-au-Perche, qui comportait 11 communes dans le dernier zonage qui remontait à 2010.

## Définition
L'aire d'attraction d'une ville est composée d’un pôle, défini à partir de critères de population et d’emploi ainsi que d’une couronne constituée des communes dont au moins 15 % des actifs travaillent dans le pôle. Le pôle d’attraction constitue ainsi un point de convergence des déplacements domicile-travail,.

## Type et composition
L’aire d'attraction de Mortagne-au-Perche est une aire intra-départementale qui comporte 25 communes dans l'Orne. 
Elle est catégorisée dans les aires de moins de 50 000 habitants, une catégorie qui regroupe 12,2 % au niveau national.

### Carte

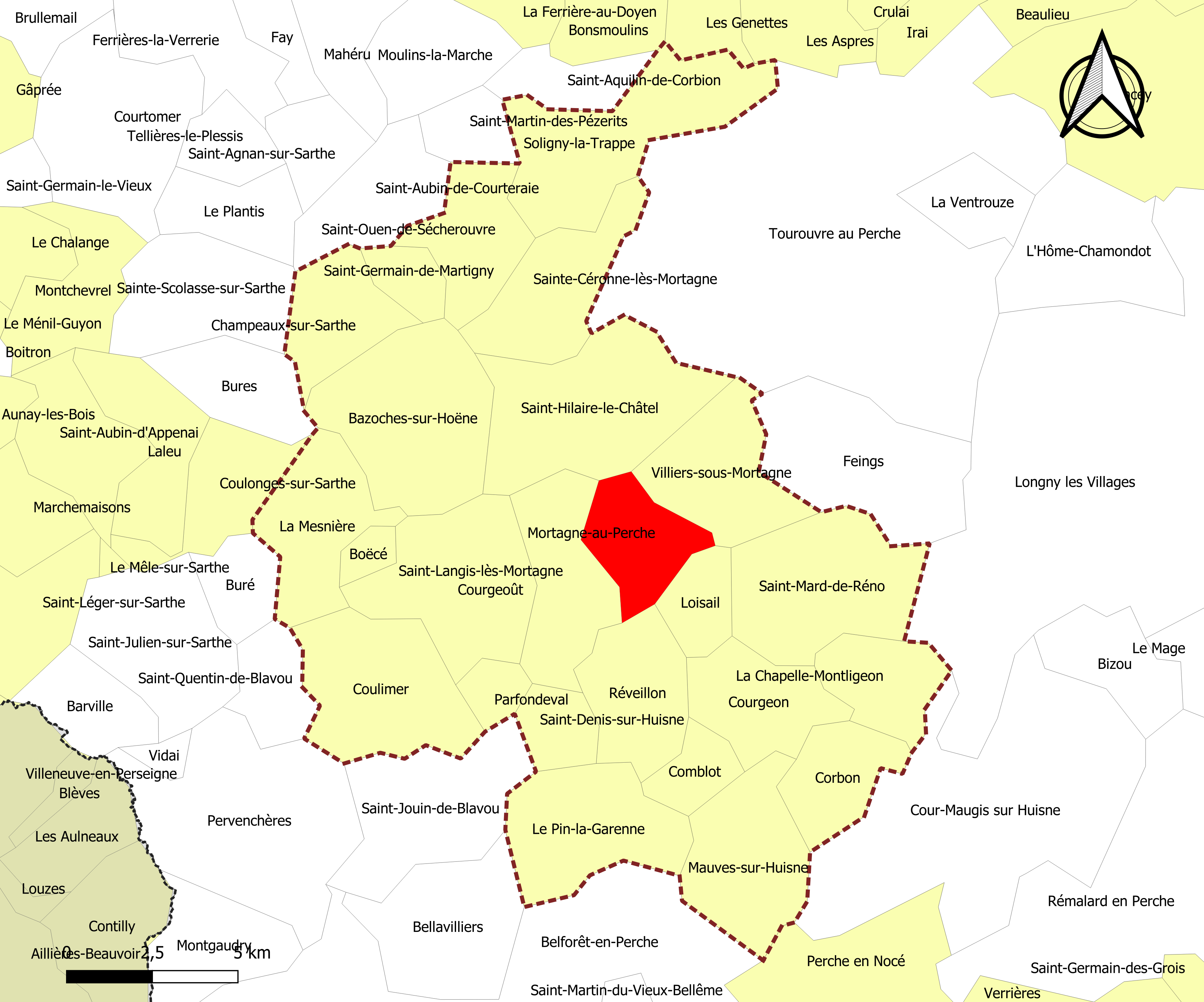
Carte de l'aire d'attraction de Mortagne-au-Perche.
Commune-centre
Commune de la couronne

### Composition communale
| Nom                                 | Code Insee | Département | Statut                 | Superficie (km2) | Population (dernière pop. légale) | Densité (hab./km2) | Modifier                                    |
| ----------------------------------- | ---------- | ----------- | ---------------------- | ---------------- | --------------------------------- | ------------------ | ------------------------------------------- |
| Mortagne-au-Perche (commune-centre) | 61293      | Orne        | commune-centre         | 8,60             | 3 857 (2022)                      | 448                | modifier les données · modifier les données |
| Bazoches-sur-Hoëne                  | 61029      | Orne        | commune de la couronne | 21,44            | 833 (2022)                        | 39                 | modifier les données · modifier les données |
| Boëcé                               | 61048      | Orne        | commune de la couronne | 2,41             | 125 (2022)                        | 52                 | modifier les données · modifier les données |
| Champeaux-sur-Sarthe                | 61087      | Orne        | commune de la couronne | 9,49             | 160 (2022)                        | 17                 | modifier les données · modifier les données |
| La Chapelle-Montligeon              | 61097      | Orne        | commune de la couronne | 8,33             | 510 (2022)                        | 61                 | modifier les données · modifier les données |
| Comblot                             | 61113      | Orne        | commune de la couronne | 4,31             | 61 (2022)                         | 14                 | modifier les données · modifier les données |
| Corbon                              | 61118      | Orne        | commune de la couronne | 8,38             | 112 (2022)                        | 13                 | modifier les données · modifier les données |
| Coulimer                            | 61121      | Orne        | commune de la couronne | 17,19            | 292 (2022)                        | 17                 | modifier les données · modifier les données |
| Courgeon                            | 61129      | Orne        | commune de la couronne | 10,41            | 351 (2022)                        | 34                 | modifier les données · modifier les données |
| Courgeoût                           | 61130      | Orne        | commune de la couronne | 17,82            | 460 (2022)                        | 26                 | modifier les données · modifier les données |
| Loisail                             | 61229      | Orne        | commune de la couronne | 5,16             | 134 (2022)                        | 26                 | modifier les données · modifier les données |
| Mauves-sur-Huisne                   | 61255      | Orne        | commune de la couronne | 14,26            | 524 (2022)                        | 37                 | modifier les données · modifier les données |
| La Mesnière                         | 61277      | Orne        | commune de la couronne | 12,26            | 277 (2022)                        | 23                 | modifier les données · modifier les données |
| Parfondeval                         | 61322      | Orne        | commune de la couronne | 3,10             | 104 (2022)                        | 34                 | modifier les données · modifier les données |
| Le Pin-la-Garenne                   | 61329      | Orne        | commune de la couronne | 15,88            | 619 (2022)                        | 39                 | modifier les données · modifier les données |
| Réveillon                           | 61348      | Orne        | commune de la couronne | 11,66            | 356 (2022)                        | 31                 | modifier les données · modifier les données |
| Sainte-Céronne-lès-Mortagne         | 61373      | Orne        | commune de la couronne | 12,55            | 249 (2022)                        | 20                 | modifier les données · modifier les données |
| Saint-Denis-sur-Huisne              | 61381      | Orne        | commune de la couronne | 4,59             | 60 (2022)                         | 13                 | modifier les données · modifier les données |
| Saint-Germain-de-Martigny           | 61396      | Orne        | commune de la couronne | 3,89             | 83 (2022)                         | 21                 | modifier les données · modifier les données |
| Saint-Hilaire-le-Châtel             | 61404      | Orne        | commune de la couronne | 22,34            | 668 (2022)                        | 30                 | modifier les données · modifier les données |
| Saint-Langis-lès-Mortagne           | 61414      | Orne        | commune de la couronne | 12,61            | 871 (2022)                        | 69                 | modifier les données · modifier les données |
| Saint-Mard-de-Réno                  | 61418      | Orne        | commune de la couronne | 19,13            | 397 (2022)                        | 21                 | modifier les données · modifier les données |
| Saint-Ouen-de-Sécherouvre           | 61438      | Orne        | commune de la couronne | 10,15            | 159 (2022)                        | 16                 | modifier les données · modifier les données |
| Soligny-la-Trappe                   | 61475      | Orne        | commune de la couronne | 19,50            | 633 (2022)                        | 32                 | modifier les données · modifier les données |
| Villiers-sous-Mortagne              | 61507      | Orne        | commune de la couronne | 13,04            | 241 (2022)                        | 18                 | modifier les données · modifier les données |